# A Different Beat (album Boyzone)
A Different Beat è il secondo album della boy band irlandese Boyzone, pubblicato il 23 agosto 1996 dalla Polygram International.

## Tracce
1. Paradise – 3:30
2. A Different Beat – 4:10
3. Melting Pot – 3:33
4. Ben – 2:44
5. Don't Stop Looking for Love – 4:12
6. Isn't It a Wonder – 3:30
7. Words
8. It's Time – 3:32
9. Games of Love – 3:35
10. Strong Enough – 3:37
11. Heaven Knows – 4:02
12. Crying in the Night – 3:03
13. Give a Little – 3:20
14. She Moves Through the Fair – 4:20